# Національно-персональна автономія
Національно-персональна автономія — форма врахування і реалізації в етнонаціональній політиці прав та інтересів національних меншин, різновид національно-політичної.
За задумом австрійських соціал-демократів О. Бауера та К. Реннера — духовних батьків ідеї екстериторіальної автономії, акцент на персональності мав забезпечити поєднання інтересів особистості, нації і держави, не ставлячи під загрозу цілісність останньої. Входження індивіда в ту чи іншу спільноту на добровільних засадах забезпечувало новостворюваним національним союзам статус колективної юридичної особи. Першим у світовій практиці законом про національно-персональну автономію був Закон Української Народної Республіки про національно-персональну автономію, прийнятий Українською Центральною Радою 22 (9) січня 1918 року.
Найпослідовніших прихильників ідея національно-персональної автономії знайшла в Україні. У резолюції З'їзду поневолених народів Росії, проведеного в Києві у вересні 1917, зазначалося, що національно-територіальна автономія «не вирішує остаточно питання національних меншостей та малих націй». Доповненням до неї мала стати національно-персональна автономія. Ідея була матеріалізована в прийнятому Українською Центральною Радою 22 (9) січня 1918 Законі Української Народної Республіки про національно-персональну автономію. Закон автоматично надавав право на національно-персональну автономію великоруській, єврейській та польській націям; білорус., чеська, молдов., нім., татар., грец. й болг. меншини могли скористатися цим правом за умови подання на розгляд Ген. суду спеціальної заяви з 10 тис. підписів. Кожна з національних меншин, відповідно до закону, могла утворити Національний союз, члени якого заносилися в іменні списки, а вони в сукупності становили Національний кадастр. Нац. союзові надавалися права законодавчої ініціативи й урядування в межах компетенції, встановленої Установчими зборами. За своїм правовим статусом органи Національного союзу вважалися державними.
Органами Союзу є Національні Збори, які обираються шляхом загального таємного голосування членами Союзу, та Національна Рада, яка є виконавчим органом та обирається Національними Зборами. Відповідно до Закону, Союзи можуть самостійно: 1) представляти свої народи та видавати «законодатні» постанови (ст. 4); 2) визначати повноваження своїх органів, які повинні бути затверджені парламентом УНР (ст. 7); 3) здійснювати самостійні фінансові дії з метою забезпечення своєї діяльності та оподатковувати своїх членів (ст. 6); 4) об‘єднуватися з іншими відповідними національними союзами Російської федеративної республіки (ст.11). Названий закон був першим у світовій практиці законом про національно-персональну автономію, який мав конституційний характер; він увійшов окремою частиною в Конституцію Української Народної Республіки (квітень 1918). Однак в умовах громадянської війни в Україні 1917—1921 реалізувати цю модель не вдалося. Гетьман. уряд Павла Скоропадського закон про Н.-п.а. скасував. Директорія УНР його відновила, але час її існування виявився нетривалим. Радянська влада до національно-персональної автономії ставилася різко негативно.
Водночас, Національні Союзи мали сумнівні, з точки зору національної безпеки, повноваження. Уже саме формулювання права «на оподаткування своїх членів» виглядає некоректним, адже накладання податків є однією із ознак держави, тому краще було б це сформулювати як право на встановлення членських внесків. Надання можливості об‘єднуватися з іншими відповідними Союзами із Росії могло призвести до багатьох правових колізій. Зокрема, незрозумілим би виглядав статус громадян Росії, які були б членами такого об‘єднаного Союзу та його керівних органів на території УНР, адже, фактично виходило б, що громадяни іноземної держави могли бути у складі державного органу, яким є Національний Союз.